# Малопавлівська сільська рада
Малопа́влівська сільська́ ра́да — колишній орган місцевого самоврядування в Охтирському районі Сумської області. Адміністративний центр — село Мала Павлівка.

## Загальні відомості
- Населення ради: 1 983 особи (станом на 2001 рік)

## Населені пункти
Сільській раді підпорядковані населені пункти:
- с. Мала Павлівка
- с. Бурячиха
- с. Щоми
- с. Закаблуки
- с. Качанівка
- с. Кударі
- с. Неплатине

### Колишні населені пункти
- с. Обертень

## Склад ради
Рада складалася з 16 депутатів та голови.
- Голова ради: Резниченко Тетяна Михайлівна
- Секретар ради: Івахненко Тетяна Григорівна

### Керівний склад попередніх скликань
| Прізвище, ім'я, по батькові  | Основні відомості                                                 | Дата обрання | Дата звільнення |
| ---------------------------- | ----------------------------------------------------------------- | ------------ | --------------- |
| Резниченко Тетяна Михайлівна | Сільський голова, 1970 року народження, освіта вища, позапартійна | 26.03.2006   | 31.10.2010      |
| Резниченко Тетяна Михайлівна | Сільський голова, 1970 року народження, освіта вища, позапартійна | 31.10.2010   |                 |

Примітка: таблиця складена за даними сайту Верховної Ради України